# Rashelapso
Rashelapso is een kevergeslacht uit de familie van de boktorren (Cerambycidae). De wetenschappelijke naam van het geslacht werd voor het eerst geldig gepubliceerd in 2012 door Clarke, Martins & Santos-Silva.

## Soorten
Rashelapso omvat de volgende soorten:
- Rashelapso durantoni (Peñaherrera & Tavakilian, 2004)
- Rashelapso schmidi Clarke, Martins & Santos-Silva, 2012